# Lee Ya-hsuan
Lee Ya-hsuan (chinesisch 李亞軒 / 李亚轩, Pinyin Lǐ Yàxuān; * 20. Juli 1995 in Taipeh) ist eine taiwanische Tennisspielerin.

## Karriere
Lee bevorzugt laut ITF-Spielerprofil Hartplätze und spielt hauptsächlich auf Turnieren der ITF Women’s World Tennis Tour, bei der sie bislang 12 Einzel- und acht Doppeltitel gewonnen hat. 2016 gewann sie an der Seite der Japanerin Kotomi Takahata ihr erstes Turnier der WTA-Challenger-Serie.
Im Jahr 2014 spielte Lee erstmals für die taiwanische Fed-Cup-Mannschaft; ihre Fed-Cup-Bilanz weist bislang 3 Siege bei 13 Niederlagen aus.

## Turniersiege

### Einzel
| Nr. | Datum             | Turnier             | Kategorie   | Belag             | Finalgegnerin   | Ergebnis        |
| --- | ----------------- | ------------------- | ----------- | ----------------- | --------------- | --------------- |
| 1.  | 3. Juni 2013      | Taipeh              | ITF $10.000 | Hartplatz         | Kanae Hisami    | 6:76, 6:2, 6:4  |
| 2.  | 16. Juni 2014     | Taipeh              | ITF $10.000 | Hartplatz         | Akiko Omae      | 6:3, 6:2        |
| 3.  | 28. Juni 2015     | Kaohsiung           | ITF $10.000 | Hartplatz         | Hsu Ching-wen   | 6:4, 2:6, 6:3   |
| 4.  | 24. August 2015   | Tsukuba             | ITF $25.000 | Hartplatz         | Jang Su-jeong   | 6:3, 6:3        |
| 5.  | 31. August 2015   | Noto                | ITF $25.000 | Teppich           | Kyōka Okamura   | 6:3, 3:6, 7:611 |
| 6.  | 7. Januar 2017    | Hongkong            | ITF $25.000 | Hartplatz         | Tara Moore      | 2:6, 7:64, 6:3  |
| 7.  | 6. Januar 2018    | Hongkong            | ITF $15.000 | Hartplatz         | Hiroko Kuwata   | 6:4, 6:4        |
| 8.  | 27. Mai 2018      | Changwon            | ITF $25.000 | Hartplatz         | Warwara Flink   | 0:6, 6:3, 6:0   |
| 9.  | 21. Juli 2018     | Nonthaburi          | ITF $25.000 | Hartplatz         | Zhang Kailin    | 6:1, 6:3        |
| 10. | 18. August 2019   | Huangshan           | ITF W25     | Hartplatz         | Zuzana Zlochová | 6:3, 6:0        |
| 11. | 8. September 2019 | Kyōto               | ITF W25     | Hartplatz (Halle) | Haruka Kaji     | 6:3, 6:4        |
| 12. | 11. April 2021    | Scharm asch-Schaich | ITF W15     | Hartplatz         | Olivia Gadecki  | 6:3, 6:3        |

### Doppel
| Nr. | Datum              | Turnier    | Kategorie      | Belag             | Partnerin               | Finalgegnerinnen                          | Ergebnis           |
| --- | ------------------ | ---------- | -------------- | ----------------- | ----------------------- | ----------------------------------------- | ------------------ |
| 1.  | 23. Februar 2015   | Aurangabad | ITF $25.000    | Sand              | Varatchaya Wongteanchai | Hsu Ching-wen Lee Pei-chi                 | 6:1, 7:64          |
| 2.  | 18. Mai 2015       | Seoul      | ITF $50.000    | Hartplatz         | Chan Chin-wei           | Hong Seung-yeon Kang Seo-kyung            | 6:2, 6:1           |
| 3.  | 24. August 2015    | Tsukuba    | ITF $25.000    | Hartplatz         | Makoto Ninomiya         | Nicha Lertpitaksinchai Peangtarn Plipuech | 6:74, 7:62, [10:6] |
| 4.  | 15. Februar 2016   | Neu-Delhi  | ITF $25.000    | Hartplatz         | Hsu Ching-wen           | Natela Dzalamidze Weronika Kudermetowa    | 6:0, 0:6, [10:6]   |
| 5.  | 22. Februar 2016   | Port Pirie | ITF $25.000    | Hartplatz         | Riko Sawayanagi         | Ashleigh Barty Casey Dellacqua            | 6:4, 7:5           |
| 6.  | 11. September 2016 | Dalian     | WTA Challenger | Hartplatz         | Kotomi Takahata         | Nicha Lertpitaksinchai Jessy Rompies      | 6:2, 6:1           |
| 7.  | 8. April 2017      | Kashiwa    | ITF $25.000    | Hartplatz         | Jang Su-jeong           | Han Na-lae Peangtarn Plipuech             | 6:4, 3:6, [10:4]   |
| 8.  | 7. September 2019  | Kyōto      | ITF W25        | Hartplatz (Halle) | Wu Fang-hsien           | Kanako Morisaki Minori Yonehara           | 3:6, 6:4, [10:8]   |
| 9.  | 16. November 2019  | Taipeh     | WTA Challenger | Teppich (Halle)   | Wu Fang-hsien           | Dalila Jakupović Danka Kovinić            | 4:6, 6:4, [10:7]   |
| 10. | 21. August 2021    | Ourense    | ITF W25        | Hartplatz         | Jekaterina Jaschina     | Alba Carrillo Marín Justina Mikulskytė    | 6:2, 6:3           |